# Badia de Kolimà
La badia de Kolimà (en rus: Колымская Губа; Kolymskaya Guba) és un dels principals golfs del Mar de Sibèria Oriental.
La badia agafa el seu nom de les Terres Baixes de Kolimà, la línia costanera de les quals forma tota la meitat est de la badia. El mar d'aquesta badia està glaçat durant nou mesos a l'any i sovint i suren trossos de gel.
A la part central de la badia hi ha l'illa Kolesovsky i l'Otmel Kolesovskaya. Més cap a l'oest el riu Indigirka flueix cap al mar formant un gran delta. El riu Sundrun desemboca al límit nord-oest d'aquesta badia
La badia Kolimà no s'ha de confondre amb el Golf del Kolimà, que és més gran i està més a l'est.
Administrativament la badia de Kolimà pertany a la república Sakhà (Iacútia) de la Federació Russa.